# Тур України
Тур України — шосейні багатоденні велоперегони, які проходять в Україні. Входять до Європейського туру UCI, маючи категорію 2.2.
Маршрут перегонів складається з 3—4 етапів, включно з індивідуальними й командними перегонами з роздільним стартом.

## Призери
| Рік  | Переможець             | Другий                 | Третій                    |
| ---- | ---------------------- | ---------------------- | ------------------------- |
| 2016 | Україна Сергій Лагкуті | Україна Віталій Буц    | Казахстан Микита Стальнов |
| 2017 | Україна Віталій Буц    | Україна Андрій Василюк | Україна Сергій Лагкуті    |